# دين سوزيت
دين سوزيت (بالفرنسية: Dine Suzette)‏ هو لاعب كرة قدم سيشلي في مركز الهجوم، ولد في 28 فبراير 1991 في سيشل. شارك مع منتخب سيشل لكرة القدم. أما مع النوادي، فقد لعب مع نادي كوت دي أور.

## وصلات خارجية
- دين سوزيت على موقع قاعدة بيانات كرة القدم.إي يو (الإنجليزية)
- دين سوزيت على موقع ناشيونال فوتبول تيمز (الإنجليزية)
- دين سوزيت على موقع Soccerway.com (الإنجليزية)